# Dzun-hemcsiki járás
A Dzun-hemcsiki járás (oroszul: Дзун-Хемчикский кожуун, tuvaiul: Чөөн-Хемчик кожуун) Oroszország egyik járása a Tuvai Köztársaságban. Székhelye Csadan.

## Népesség
- 1989-ben 22 748 lakosa volt.
- 2002-ben 21 361 lakosa volt.
- 2010-ben 19 921 lakosa volt.